# 椋梨一雪
椋梨 一雪（むくなし いっせつ、1631年（寛永8年）- 1706年（宝永3年）〜1708年（宝永5年）?）は、江戸時代の俳諧師。松永貞徳、山本西武の門人。椋梨氏。通称は三郎兵衛、別号は隠山、牛露軒。家紋は三頭左巴左向亀。

## 来歴
井上敏幸「椋梨一雪年譜稿」に拠る来歴は以下の通り。
1631年（寛永8年）京都に生まれる。1640年（寛永17年）父幸温が死去、寺院に身を置く。1653年（承応2年）、『滑稽太平記』巻4に松永貞徳追悼句が掲載され、これが一雪の句の初見とされる。1660年（万治3年）『歌林鋸屑集』出版。1663年（寛文3年）『俳諧茶杓竹追加幅紗物』で安原貞室を論難したほか、『貞徳俳諧記』（服部一貞編）を出版した。1665年（寛文5年）江戸に転住。1670年（寛文10年）『洗濯物付洗濯碪』刊行。1672年（寛文12年）『俳諧晴小袖』出版か。1675年（延宝3年）『沙金袋後集』出版。1676年（延宝4年）『言之羽織』『追加雨霽』出版。1684年（貞享元年）『古今犬著聞集』が成稿。本作をもとに、1696年（元禄9年）『日本武士鑑』が刊行された。1704年（宝永元年）『続著聞集』の執筆にかかるが、1706年（宝永3年）～1708年（宝永5年）の間に死去したものと推測される。存命中、数多くの俳書に作品が掲載された。